# Georges Belnard
Georges Belnard, né le 15 juin 1947 à Château-Gontier (Mayenne), est un footballeur français. Il joue au poste de défenseur latéral droit dans les années 1960 et 1970.

## Biographie
Né en Mayenne, Georges Belnard fait ses débuts au niveau senior au Club athlétique de Château-Gontier à l'âge de 18 ans.
En 1967 il rejoint le Stade lavallois, club phare du département évoluant en championnat de France amateur. Il montre de belles qualités lors des rencontres amicales et est aligné dès l'entame de la saison au poste d'arrière latéral, à droite où il prend la succession d'Yves Le Pennec, ou à gauche. Il se stabilise sur le côté droit lors de la saison 1968-1969, qui voit le club mayennais terminer champion du groupe Ouest de CFA mais être éliminé dans la poule finale face à l'US Montélimar. Georges Belnard est indisponible à partir de novembre 1969 et n'apparait plus dans l'équipe dirigée par Michel Le Milinaire. Il quitte Laval en 1970, après avoir disputé plus de 70 matches en équipe première.
Il poursuit sa carrière à l'ES La Rochelle en CFA, et participe à deux montées en Division 2 et autant de relégations. Il quitte l'ESR en 1980, après une décennie passée au club.

## Palmarès
- 1969 : champion du groupe Ouest de CFA avec le Stade lavallois.
- 1971 : champion du groupe Sud-Ouest de CFA avec l'ES La Rochelle.